# The Man in Me
«The Man in Me» — песня американского автора-исполнителя Боба Дилана, включённая в студийный альбом New Morning (1970; композиция № 10 в плейлисте).

## Восприятие и наследие
Журнал Rolling Stone поместил песню на 84-е место в списке «100 величайших песен Боба Дилана всех времен». В статье, сопровождающей список, отмечалось, что песня обладает «неровной эйфорической силой», и что Дилан редко звучал так радостно, как во вступлении «la la la», в то время как бэк-вокал с оттенком госпела придает тексту «ощущение незащищенной близости и избавления в трудные времена».
Иэн Девейни из поп-группы Nation of Language назвал композицию «The Man in Me» своей любимой песней Дилана в статье от Stereogum за 2021 год:
Главная причина, по которой эта песня запомнилась мне — это переход на три ноты в строке «nearly any task» и то, как она бесконечно радует. В песне поётся о том, как наконец-то впустить кого-то в ту часть себя, которую ты скрываешь от мира, эти простые шаги ощущаются как выдох. Инструменты проводят бо́льшую часть песни, игриво танцуя и сплетаясь, но на этих трех больших нотах хочется рухнуть в кресло и воспользоваться моментом, чтобы оценить, насколько ты способен быть уязвимым и счастливым.Иэн Девейни, 

## Живые исполнения
Дилан исполнял эту песню на концертах 155 раз в период с 1978 по 2011 год. «The Man in Me» является наиболее часто исполняемой вживую песней из альбома New Morning.